# Wikipédia en atikamekw
Wikipédia en atikamekw (en atikamekw : Atikamekw Wikipetcia) est l’édition de Wikipédia en atikamekw, langue algonquienne parlée au Québec au Canada. Les articles sont créés sur l'incubateur Wikimédia à partir de juin 2013 et l'édition est lancée officiellement le 14 juin 2017,,,. Son code est : atj.
Au 21 mars 2025, l'édition en atikamekw contient 2 062 articles et compte 5 303 contributeurs, dont 21 contributeurs actifs et 4 administrateurs.

## Présentation

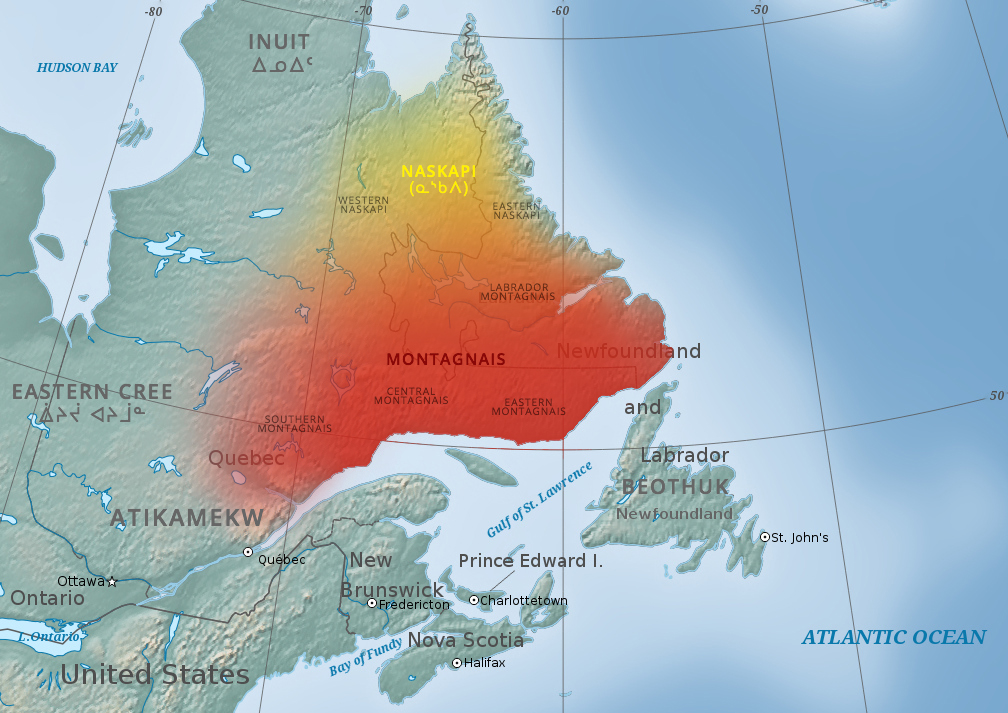
Localisation de l'atikamekw au Québec (Canada).

## Statistiques
- Le 2 octobre 2024, l'édition en atikamekw contient 2 049 articles et compte 4 982 contributeurs, dont 8 contributeurs actifs et 4 administrateurs.